# Membranoppia pseudocorrugata
Membranoppia pseudocorrugata är en kvalsterart som först beskrevs av Sandór Mahunka 1980.  Membranoppia pseudocorrugata ingår i släktet Membranoppia och familjen Oppiidae. Inga underarter finns listade i Catalogue of Life.